# TTCN
TTCN (ang. Testing and Test Control Notation) – język programowania wykorzystywany do testowania protokołów komunikacyjnych oraz usług sieciowych. Używa go m.in. ETSI oraz ITU do testowania protokołów telekomunikacyjnych.
TTCN może być zintegrowany z ASN.1.

## Przykładowy kod
Poniżej znajduje się program Hello world napisany w TTCN.
```
module
 
HelloWorld

{

   
control

   
{

     
log
(
"Hello, world!"
);

   
}

 
}

```

## Wersje
- TTCN-1
- TTCN-2
- TTCN-3